# Albert Janka
Albert Johann Janka, né le 17 mai 1907 à Chemnitz et tué le 13 avril 1933 à Reichenbach im Vogtland, est un ouvrier, syndicaliste et homme politique allemand.

## Biographie
Fils d'un ajusteur-outilleur, il suit un enseignement primaire dans sa ville natale puis devient serrurier. Il adhère en 1921 à la Ligue des jeunes communistes d'Allemagne et en 1922 au syndicat des métallurgistes allemands. À la fin des années 1920, le Parti communiste d'Allemagne l'envoie se former à l'École internationale Lénine à Moscou, en Union soviétique. Membre fondateur en 1929 de la Revolutionäre Gewerkschafts Opposition (de), syndicat unitaire communiste allemand, il est de ce fait exclu du syndicat des métallurgistes,.
« Très bon orateur », il est élu député de Chemnitz-et-Zwickau au Reichstag, le parlement de la république de Weimar, lors des élections législatives allemandes de juillet 1932, à l'âge de 25 ans. Ces élections produisent un parlement sans majorité, et la tenue d'un nouveau scrutin en novembre ; Albert Janka est réélu, tandis que le chef nazi Adolf Hitler devient chancelier,. Le 28 février 1933, le mandat parlementaire des députés communistes est annulé par décret par le gouvernement nazi, à la suite de l'incendie du Reichstag, et Albert Janka perd donc son siège. Malgré les violences orchestrées par les nazis contre les partis de gauche, il est réélu lors des élections anticipées du 5 mars 1933. 
Les députés communistes ne sont pas autorisés à siéger et le Parti communiste est interdit dès le 6 mars, le lendemain des élections,. Albert Janka est arrêté le 7 mars, emmené au camp de concentration de Reichenbach (camp satellite du camp de Sachsenhausen) et torturé. Le 8 mars, le journal nazi Reichenbacher Tageblatt affirme à tort qu'il a adhéré au Parti nazi. Son frère Walter Janka (en), militant communiste, est arrêté à son tour peu après, et interné au camp de concentration de Sachsenburg.
Le 24 mars, les députés des partis de droite et du centre votent avec les nazis la loi de mars 1933 donnant les pleins pouvoirs à Adolf Hitler. Le 13 avril, Albert Janka est assassiné par les SS, qui pendent ensuite son cadavre à un lustre de la maison du peuple de Reichenbach pour tenter de faire croire à un suicide,. Tué à l'âge de 25 ans, il est à la fois le plus jeune et chronologiquement le deuxième des députés assassinés par les nazis, après Walter Schütz (de) (député communiste tué dès le 29 mars). Albert Janka et ses collègues sont commémorés par le Mémorial en souvenir des 96 membres du Reichstag assassinés par les nazis, devant le palais du Reichstag.